# 八齒長小蠹
八齒長小蠹（学名：Platypus octodentatus）为長小蠹蟲科長小蠹屬下的一个种。